# Szerb labdarúgó-bajnokság (másodosztály)
A Serbian First League a szerb labdarúgás második legmagasabb osztálya. A bajnokságot 2004-ben alapították, miután átszervezték a Szerbia és Montenegró-i bajnoki rendszert.

## Győztesek a jelenlegi lebonyolítás szerint

### Szerbia és Montenegrói másodosztály
| Szezon  | Győztes                     | Ezüstérmes     | Bronzérmes        |
| ------- | --------------------------- | -------------- | ----------------- |
| 2004–05 | Budućnost Banatski Dvor (2) | Javor Ivanjica | Rad               |
| 2005–06 | Bežanija                    | Mladost Apatin | Čukarički Stankom |

### Szerb másodosztály
| Szezon  | Győztes               | Ezüstérmes          | Bronzérmes        | Gólkirály(ok)       | Gólok |
| ------- | --------------------- | ------------------- | ----------------- | ------------------- | ----- |
| 2006–07 | Mladost Lučani (3)    | Čukarički Stankom   | Napredak Kruševac | Filip Đorđević      | 16    |
| 2007–08 | Javor Ivanjica (2)    | FK Jagodina         | BSK Borča         | Igor Pavlović       | 17    |
| 2008–09 | BSK Borča             | FK Smederevo        | Mladi Radnik      | Marko Pavićević     | 13    |
| 2009–10 | FK Inđija             | Sevojno             | Kolubara          | Borivoje Filipović  | 12    |
| 2010–11 | BASK                  | Radnički Kragujevac | FK Novi Pazar     | Darko Spalević      | 13    |
| 2011–12 | Radnički Niš (3)      | Donji Srem          | Mladost Lučani    | Ivan Pejčić         | 13    |
| 2012–13 | Napredak Kruševac (7) | Čukarički           | Voždovac          | Milanko Rašković    | 19    |
| 2013–14 | Mladost Lučani (4)    | Borac Čačak         | Metalac GM        | Predrag Živadinović | 15    |
| 2014–15 | Radnik Surdulica      | Javor Ivanjica      | Metalac GM        | Stefan Dražić       | 13    |
| 2015–16 | Napredak Kruševac (8) | Bačka BP            | ČSK               | Nenad Lukić         | 14    |